# 29 Dywizja Strzelecka (ZSRR)
29 Dywizja Strzelecka (ros. 29-я стрелковая дивизия) – związek taktyczny piechoty Armii Czerwonej.
Sformowana w Zachodnim Specjalnym Okręgu Wojskowym. W 1939 roku wchodziła w skład 3 Korpusu Strzeleckiego i wraz z wojskami III Rzeszy i Słowacji od 17 września brała udział w ataku na Polskę. W tym czasie jej pełna nazwa brzmiała 29 Dywizja Strzelecka imienia Proletariatu Fińskiego. Następnie uczestniczyła w zajęciu Litwy. W lipcu 1940  roku przeformowana na 29 Dywizję Zmotoryzowaną w składzie 6 Korpusu Zmechanizowanego formowanego w Zachodnim Specjalnym Okręgu Wojskowym.

## Struktura organizacyjna
- 106 pułk strzelecki
- 128 pułk strzelecki
- 319 pułk strzelecki
- 77 pułk artylerii
- 151 pułk artylerii haubic
- 374 samodzielny batalion czołgów[2]
- 698 dywizjon artylerii przeciwlotniczej
- 473 kompania rozpoznawcza
- 862 batalion łączności
- 496 batalion medyczno-sanitarny

## Dowódcy dywizji
- płk Iwan Malinowski (był w 1939)[2]